# 嘉碧儀
嘉碧儀（葡萄牙語：Cerina Filomena da Graça，1979年11月28日—），前無綫電視女藝員，生於葡屬澳門，Mensa會員，父親是葡萄牙人，亦是前香港小姐季軍（1984年）唐麗球的姨甥女。2002年參加香港小姐，被視為冠軍大熱門，惜倒灶只入圍最後五強。
嘉碧儀2005年已退出娛樂圈，到美國亚利桑那大学修讀未完成之法律課程，已於2008年畢業。
嘉碧儀大學畢業後，定居於美國，並於2009年起在美國發展演藝事業。

## 電視劇

### 2003年
- 《金牌冰人》飾 辛想想
- 《衝上雲霄》飾 丁噹

### 2004年
- 《青出於藍》飾 沈浩浩
- 《楚漢驕雄》飾 戚姬

### 2005年
- 《我師傅係黃飛鴻》飾 戴小婷
- 《奇幻潮》飾 Zoe
- 《酒店風雲》飾 西丹储妃

### 2014年
- 《醜聞》飾 Young Aide

## 曾主持節目
- 《勁歌金曲》（2002年，與陳松伶及葉文輝一同主持）

## 曾演出MV
- 《奧瑪》（2002年）（主唱：麥浚龍）
- 《出賣》（2003年）（主唱：容祖兒）
- 《口琴》唱片公司版（2005年）（主唱：葉文輝）
- 《窮爸爸》（2003年）（主唱：許志安）

## 獲得獎項
2002年香港小姐
- 最上鏡小姐
- 纖體美態獎
- 超越自然肌膚獎
- 最受佛山南海市民歡迎獎
- 最受佳麗歡迎獎